# 신용현
신용현(申容賢, 1961년 3월 9일 ~ )은 대한민국의 제12대 한국표준과학연구원장, 한국과학기술단체총연합회 부회장을 역임한 물리학자이자 제20대 국회의원이다.

## 학력
- ~ 1983 연세대학교 물리학 학사
- ~ 1985 연세대학교 대학원 고체물리학 석사
- ~ 1999 충남대학교 대학원 물리학 박사

## 경력
- 1984.10 한국표준과학연구원 압력진공그룹
- 1999.08 대전대학교 겸임교수
- 2001.01 대한여성과학기술인회 총무이사
- 한국표준과학연구원 압력진공그룹 그룹장
- 한국표준과학연구원 진공기술센터 센터장
- 대한여성과학기술인회 부회장
- 2006.01 한국표준과학연구원 전략기술연구부 부장
- 과학기술부 여성과학기술정책 자문위원
- 국가우주위원회 위원
- 2006.01 ~ 2009.01 한국표준과학연구원 전략기술연구본부 본부장
- 2008.04 국가과학기술위원회 운영위원회 위원
- 교육과학기술부 장관 정책자문위원
- 대전시과학기술위원회 위원
- 한국표준과학연구원 우주환경기반신기술융합사업단 단장
- 한국표준과학연구원 책임연구원
- 2010 올해의 여성과학기술인상
- 2012.01 제4기 국가교육과학기술자문회의 위원
- 2012.01 ~ 2013 제9대 대한여성과학기술인회 회장
- 국가과학기술심의회 위원
- 규제개혁위원회 위원
- 한국과학기술단체총연합회 부회장
- 2014.12 ~ 2016.03 제12대 한국표준과학연구원 원장
- 2016년 4월 13일: 대한민국 제20대 국회의원 선거 당선(비례대표, 국민의당, 초선)
- 2016.05 ~ 2020.05 제20대 국회의원 (비례대표, 국민의당→바른미래당→무소속→미래통합당→민생당, 초선)
  - 2016.06 ~ 2017.07 제20대 국회 전반기 미래창조과학방송통신위원회 위원
  - 2016.06 ~ 2018.06 제20대 국회 전반기 여성가족위원회 간사
  - 2017.07 ~ 2018.06 제20대 국회 전반기 과학기술정보방송통신위원회 위원
  - 2017.12 ~ 2018.05 제20대 국회 4차 산업혁명 특별위원회 간사
  - 2018.07 ~ 2020.05 제20대 국회 후반기 과학기술정보방송통신위원회 간사
  - 2018.07 ~ 2020.05 제20대 국회 후반기 여성가족위원회 위원
  - 2018.10 ~ 2019.06 제20대 국회 4차 산업혁명 특별위원회 간사
  - 2019.07 ~ 2020.05 제20대 국회 후반기 예산결산특별위원회 위원
- 2016.05 ~ 2016.12 국민의당 당무위원 겸 원내부대표
- 2016.07 ~ 2016.12 국민의당 비상대책위원회 위원
- 2017.01 ~ 2017.05 국민의당 최고위원
- 2017.01 ~ 2017.05 국민의당 최고위원 겸 전국여성위원장
- 2018.02 ~ 2018.09 바른미래당 당무위원 겸 수석대변인
- 2018.02 ~ 2018.06 바른미래당 당무위원 겸 대전시당 공동위원장
- 2018.02 ~ 2018.06 바른미래당 당무위원 겸 대전광역시당 유성구 을 지역위원회 공동지역위원장
- 2018.09 ~ 2019.05 바른미래당 당무위원 겸 정책위원회 수석부의장
- 바른미래당 당무위원 겸 대전광역시당 위원장 직무대행
- 2018.11 ~ 2020.02 바른미래당 당무위원 겸 대전광역시당 유성구 을 지역위원회 위원장
- 2019.05 ~ 2020.02 바른미래당 최고위원 겸 원내부대표
- 2020.02 ~ 2020.06 민생당 최고위원 겸 당무위원
- 2020.08 ~ 2020.09 미래통합당 당무위원
- 2019.05 ~ 2020.09 : 대통령직속 국가기후환경회의 위원
- 2020.09 ~ 2021.05 : 국민의힘 당무위원
- 2021.12 ~ 2022.04 : 국민의당 고문 겸 당무위원
- 2021.12 ~ 2022.03 : 제20대 대통령 선거 국민의당 안철수 대통령 후보 준비된미래 캠프 선거대책위원장
- 2021.12 ~ 2022.03 : 제20대 대통령 선거 국민의당 안철수 대통령 후보 준비된미래 캠프 정책전략특별위원장
- 2022.03 ~ 2022.05 : 제20대 대통령직인수위원회 대변인
- 2023.05 ~ : 한국여성의정 이사
- 연세대학교 이과대학 물리학과 특임교수

## 역대 선거 결과
| 실시년도 | 선거   | 대수 | 직책     | 선거구   | 정당     | 득표수       | 득표율          | 순위         | 당락 | 비고 |
| -------- | ------ | ---- | -------- | -------- | -------- | ------------ | --------------- | ------------ | ---- | ---- |
| 2016년   | 총선   | 20대 | 국회의원 | 비례대표 | 국민의당 | 6,355,572 표 | \| \| 26.74% \| | 비례대표 1번 |      | 초선 |
|          | 26.74% |      |          |          |          |              |                 |              |      |      |

## 소속 정당
| 소속 정당 | 소속 정당  | 소속 기간 | 비고           |
| --------- | ---------- | --------- | -------------- |
|           | 국민의당   | 2016~2018 | 창당 정계 입문 |
|           | 바른미래당 | 2018~2020 | 합당           |
|           | 민생당     | 2020      | 합당           |
|           | 무소속     | 2020~2021 | 탈당           |
|           | 국민의당   | 2021~2022 | 입당           |
|           | 국민의힘   | 2022~현재 | 합당           |

## 같이 보기
- 대한민국 제20대 국회의원 선거 국민의당 후보 목록#비례대표